# Escut de Ca Don Joan
L'Escut de Ca Don Joan és una obra barroca de Vinebre (Ribera d'Ebre) declarada Bé Cultural d'Interès Nacional.

## Descripció
Escut heràldic de pedra que està situat a l'eix central de la façana principal de Ca Don Joan, ocupant l'espai que queda entre finestral del primer pis i el de les golfes. Al tauler hi ha representada una mà que sosté un ram, i la part exterior està ornamentada amb motius vegetals. Queda coronat per un elm de cavaller.